# Thrinchostoma othonnae
Thrinchostoma othonnae är en biart som beskrevs av Cockerell 1908. Thrinchostoma othonnae ingår i släktet Thrinchostoma och familjen vägbin. Inga underarter finns listade i Catalogue of Life.